# Allonychus bambusae
Allonychus bambusae är en spindeldjursart som beskrevs av Lo 1969. Allonychus bambusae ingår i släktet Allonychus och familjen Tetranychidae. Inga underarter finns listade i Catalogue of Life.